# Liste der Naturdenkmale in Reckershausen
Die Liste der Naturdenkmale in Reckershausen nennt die im Gemeindegebiet von Reckershausen ausgewiesenen Naturdenkmale (Stand 13. Mai 2024).

## Naturdenkmale
| Nr.         | Bezeichnung                  | Lage                                                    | Beschreibung | Bild                                    |
| ----------- | ---------------------------- | ------------------------------------------------------- | --- | --------------------------------------- |
| ND-7140-034 | Eiche                        | nördlich des Ortes; Abteilung Reckershausener Wald Lage | Quercus sp. | Direkt Bild zu diesem Denkmal hochladen |
| ND-7140-088 | Sedanseiche                  | Kirchberger Straße, bei Nr. 10 Lage                     | auch Kaisereiche; Quercus sp., 1913 gepflanzt, 12 m hoch bei 2,0 m Brusthöhenumfang und 18 m Kronendurchmesser                                                      | Direkt Bild zu diesem Denkmal hochladen |
| ND-7140-089 | Linde                        | Bachweg, gegenüber Nr. 1 Lage                           | Tilia sp., vermutlich 1892 gepflanzt, 12 m hoch bei 2,5 m Brusthöhenumfang und 14 m Kronendurchmesser                                                               | Direkt Bild zu diesem Denkmal hochladen |
| ND-7140-090 | Drei Linden auf dem Friedhof | Kirchberger Straße, auf dem Friedhof Lage               | Tilia sp., drei von ursprünglich vier Bäumen; wahrscheinlich 1765 gepflanzt, 19 bis 21 m hoch bei 2,4 bis 3,45 m Brusthöhenumfang und 18 bis 19 m Kronendurchmesser | Direkt Bild zu diesem Denkmal hochladen |